# Cyrano de Bergerac
Savinien Cyrano de Bergerac [saviˈnjɛ̃ siʀaˈno dəbɛʀʒəˈʀak], eigentlich Hector Savinien de Cyrano (* 6. März 1619 in Paris; † 28. Juli 1655 in Sannois, Val d’Oise), war ein Vorläufer der Aufklärung und französischer Schriftsteller, der zwei fantastische Romane über Reisen zu Mond- und Sonnenbewohnern schrieb, die aber erst nach seinem Tod erschienen und als Vorläufer der Science-Fiction gelten.

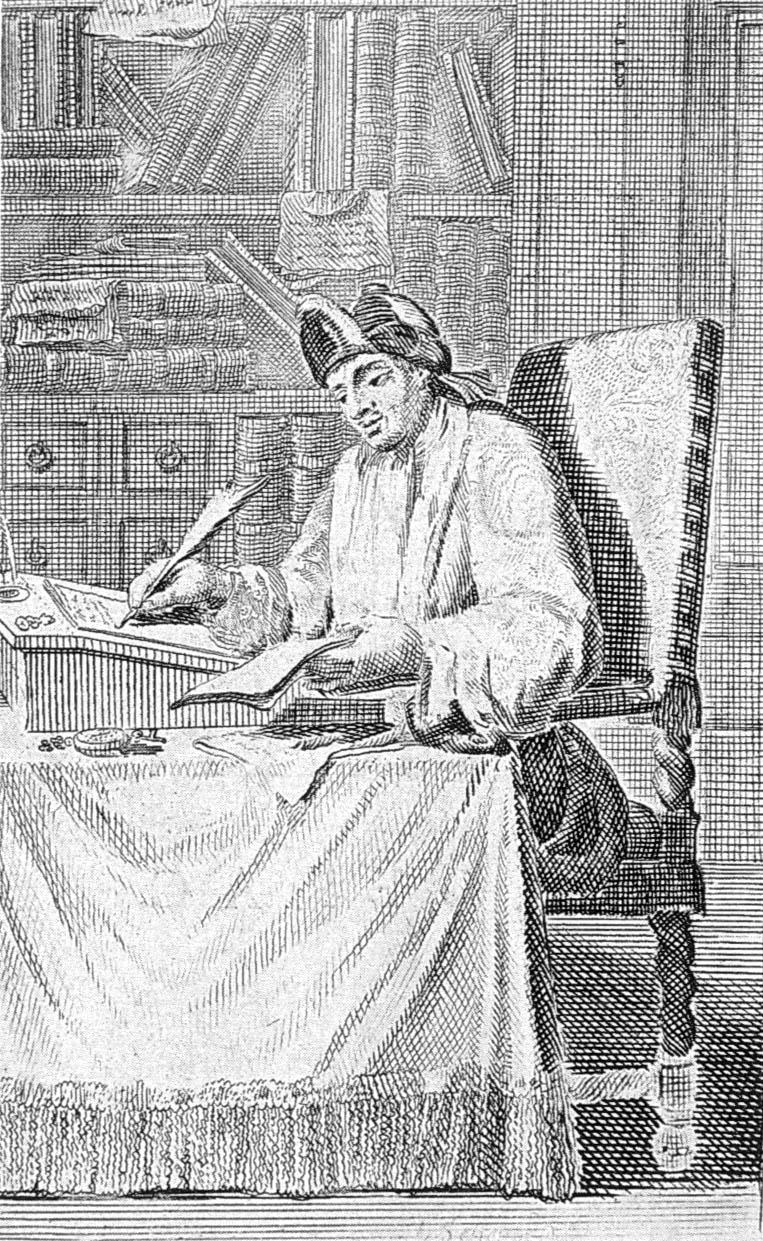
Cyrano de Bergerac

## Leben
Cyrano – wie er in den Literaturgeschichten meistens schlicht heißt – ist heute vor allem als romaneske Dramen- oder Filmfigur bekannt. Die eigentliche Bedeutung dieses Autors, der sich in vielen Genres betätigte, liegt jedoch darin, dass er als einer der Erfinder des Science-Fiction-Romans und als ein Vorläufer der Aufklärer des 18. Jahrhunderts gelten kann.
Er stammte aus einer ursprünglich bürgerlichen Familie, doch hatte sein Großvater, der Pariser Seefischhändler Savinien Cyrano, 1571 das adelnde Amt eines Königlichen Notars und Sekretärs gekauft und 1582 zwei Landgüter unweit der Hauptstadt erworben, darunter eines, das einer aus dem Südwesten zugewanderten adeligen Familie „de Bergerac“ gehört hatte. Cyranos Vater, Abel de Cyrano, besaß ein höheres Amt am Obersten Pariser Gericht, dem Parlement, und firmierte bei seiner Heirat unter dem adeligen Titel écuyer (eigentlich „Schildknappe“). Cyrano selbst betrachtete sich uneingeschränkt als adelig und zeichnete meist „(de) Bergerac“.
Seine Kindheit als vierter Sohn seiner Eltern verbrachte er, offenbar weitgehend getrennt von ihnen, zum Teil auf einem der Güter, zum Teil bei einem Dorfpfarrer, der ihm Unterricht erteilte. Später besuchte er das jansenistisch orientierte Collège de Beauvais in Paris. Ein gelehriger und braver Schüler war er anscheinend nicht. Den Direktor des Kollegs, einen allseits geachteten Gelehrten, karikierte er später in einer Komödie.
Nach Beendigung der Schulzeit 1638 führte er zunächst ein Dandy-Leben. Offenbar jedoch verschlechterte sich die finanzielle Lage der Familie um dieselbe Zeit, denn schon 1636 hatte sein Vater die Güter verkauft. Cyrano verdingte sich deshalb ab 1638 in einem Garderegiment, das hauptsächlich aus gascognischen Kadetten bestand, so dass auch er selbst – zu Unrecht – oft als Gascogner betrachtet wurde. Bei seinen Kameraden machte er sich einen Namen als Haudegen und Duellist, doch kannte man ihn auch als Verfasser von Versen.
1639 und 1640 nahm er mit seinem Regiment am französisch-spanischen Krieg teil, der sich zu dieser Zeit im Nordwesten Frankreichs abspielte. Er wurde zweimal verwundet, quittierte daraufhin den Militärdienst und kehrte nach Paris zurück.
Hier hörte er ab 1641 die Vorlesungen des Naturphilosophen und -forschers Pierre Gassendi. Über ihn lernte er die Theorien der antiken Naturphilosophen kennen, aber auch das heliozentrische Weltbild nach Kopernikus, Johannes Kepler und Galileo Galilei. Darüber hinaus befasste er sich mit den Schriften des Philosophen René Descartes sowie religionskritischer freidenkerischer Autoren. Auch die Alchemie beschäftigte ihn.
Nebenher nahm er Tanz- und Fechtstunden und bewegte sich in Kreisen junger Adeliger, wo man eine gewisse Freigeisterei kultivierte. Zunehmend fand er auch Anschluss an Literaten, darunter die recht bekannten Autoren Paul Scarron und Tristan L’Hermite sowie den weniger bekannten Charles d’Assoucy.
Seine finanzielle Lage war in diesen Jahren prekär, denn sein Vater konnte oder wollte ihn nicht unterstützen. Auch gesundheitlich ging es ihm offenbar nicht gut, vielleicht aufgrund einer Syphilis-Infektion. Das kleine Erbe, das ihm 1648 beim Tod des Vaters zufiel, brachte er rasch durch.
Während der politisch wirren Zeit der Fronde (1648–1652) war Cyrano zunächst auf Seiten des aufständischen Volkes von Paris und des Pariser Parlaments, d. h. der Gegner der regierenden Königinmutter Anna von Österreich und ihres ungeliebten Ministers, Kardinal Jules Mazarin. Gegen diesen verfasste er das satirische Gedicht Le Ministre d’État flambé sowie wohl auch anonym einige sogenannte Mazarinaden, d. h. Anti-Mazarin-Pamphlete (die sich, nach dem Muster der Mazarinade von Scarron, zu einer eigenen Gattung entwickelt hatten).
1651 jedoch, nachdem sich die Fronde zu einer Revolte des Hochadels gewandelt hatte, wechselte Cyrano die Seite, brach mit seinen bisherigen Freunden, insbesondere Scarron und D’Assoucy, und verfasste einen Lettre contre les Frondeurs, worin er Mazarins absolutistische Politik verteidigte.
Spätestens 1650 begann er den zweiteiligen Roman, der sein Hauptwerk werden sollte, L’autre monde („Die andere Welt“). Hierin berichtet ein Ich-Erzähler von seiner angeblichen Fahrt zum Mond und zur Sonne und von seinen Erlebnissen und Gesprächen mit deren Bewohnern (z. B. den humoristisch verfremdeten biblischen Figuren des Propheten Elija und des Patriarchen Henoch, die er auf dem Mond antrifft). Hierbei legt Cyrano den Mond- und Sonnenbewohnern philosophische, naturkundliche, religiöse und gesellschaftspolitische Gedanken in den Mund, die zu äußern für einen Franzosen dieser Zeit verboten waren.
1652 trat er als eine Art Edeldomestik in den Dienst des Herzogs und hohen Militärs Louis d’Arpajon. Ihm widmete er seine 1654 gedruckte Tragödie La Mort d’Agrippine („Der Tod der Agrippina“), ein historisches Stück im Stile Pierre Corneilles, in das er religionskritische Tiraden einbaute, die bei der Aufführung Ende 1653 großen Anstoß erregten.
1654 ließ er eine Sammelausgabe bis dahin verfasster kleinerer Werke erscheinen, darunter vor allem die in Prosa geschriebene Komödie Le Pédant joué („Der getäuschte Pedant“), aus dem Molière für sein vorletztes Stück, Les fourberies de Scapin, schöpfte, und die Lettres sur divers sujets, literarische, überwiegend satirische Briefe zu verschiedenen Themen, in denen er sich u. a. eine offene Bibel- und Kirchenkritik erlaubt.
Im selben Jahr 1654 – sein Bericht der Mondfahrt war fertiggestellt, der der Sonnenfahrt noch unabgeschlossen – ereilte ihn ein schwerer Unfall, der allerdings von manchen auch als Mordanschlag gedeutet wurde: Unter ungeklärten Umständen fiel ihm im Stadtpalast seines Protektors ein Balken auf den Kopf. Er wurde zunächst in Paris von seiner Schwester Catherine, einer Nonne, gepflegt und später von einem Cousin in Sannois aufgenommen. Dort starb er ein gutes Jahr nach dem Unfall (ob an dessen Folgen oder an einer Krankheit, ist nicht bekannt) im Alter von erst 36 Jahren. Er erhielt ein kirchliches Begräbnis, hatte sich also vor seinem Tod mit der Kirche arrangiert. Er ruht in der Kirche Saint-Pierre-Saint-Paul von Sannois.
Sein letztes Werk, die Abhandlung Traité de physique, deren Zuschreibung allerdings nicht völlig sicher ist, kam über das Anfangsstadium nicht hinaus.
Die beiden utopischen Romane wurden 1657 bzw. 1662 postum unter dem Titel Les États et Empires de la Lune („Die Staaten und Reiche des Mondes“) und Les États et Empires du Soleil („Die Staaten und Reiche der Sonne“) von Henri Lebret, einem Jugendfreund, publiziert. Dieser tilgte hierbei diverse allzu anstößige Passagen, die in den modernen Ausgaben jedoch aus den erhaltenen Manuskripten restituiert sind. Dem Vorwort Lebrets entstammen die meisten der Informationen, die zur Person Cyranos bekannt sind. Bis heute ist der Gruß der Mondbewohner „Songez à librement vivre“ („Seid bedacht, frei zu leben!“) bekannt und zeugt von Cyrano de Bergeracs freidenkerischer Gesinnung.

## Nachleben
Seine heutige Bekanntheit beruht neben seinen eigenen Werken auch auf dem romantisch-komödiantischen Versdrama Cyrano de Bergerac (1897) von Edmond Rostand, das mehrmals verfilmt wurde (unter anderem Der letzte Musketier (1950) mit dem hierfür oscarprämierten José Ferrer sowie Cyrano von Bergerac (1990) mit Gerard Depardieu in der Hauptrolle).
Franco Alfanos Oper Cyrano de Bergerac (1936) nach Rostands Drama wurde nach der Wiederentdeckung an der Oper Kiel und von der Opéra Montpellier im Jahre 2005 von der Metropolitan Opera, New York, wiederaufgeführt, mit Plácido Domingo in der Titelrolle. Weitere Opernfassungen stammen von Walter Damrosch (Cyrano, 1913) und Jack Beeson (Cyrano, 1994).
Der Mondkrater Cyrano und der Asteroid (3582) Cyrano sind nach ihm benannt.

## Werke
- La mort d’Agrippine (Agrippina) 1654 (Tragödie in Versen)
- Le pédant joué (Der ausgetrickste Pedant) 1654, eine Komödie, die einen in eine jüngere Frau verliebten, aber ausgebremsten Lehrer verspottet (Prosa)
- Lettres sur divers sujets 1654 (literarische Briefe nach der damaligen Mode)
- Les États et Empires de la Lune postum 1657 (Roman)
- Les États et Empires du Soleil postum 1662 (Romanfragment)

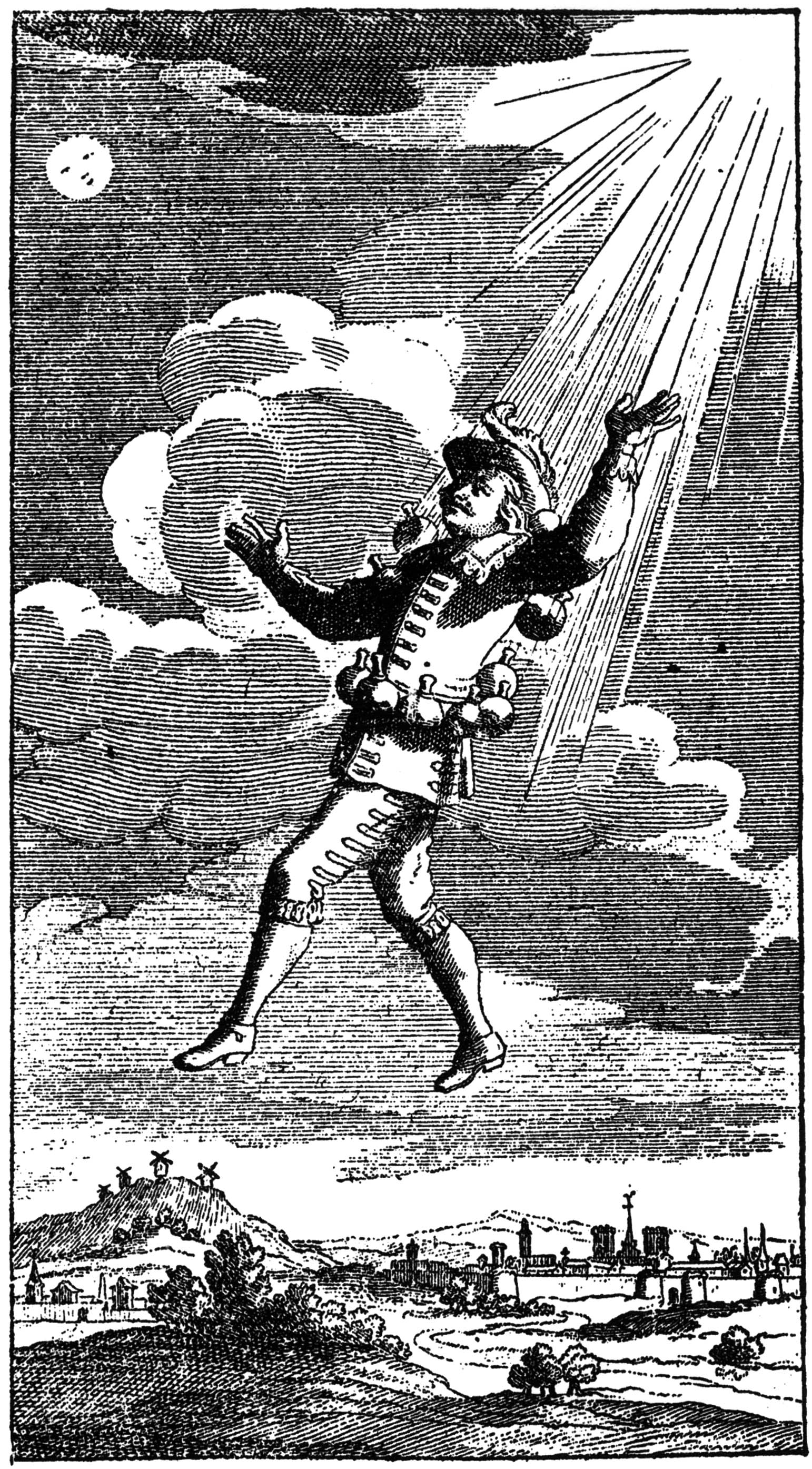
Kupferstich (1657) zu L’histoire comique contenant les états et empires de la lune
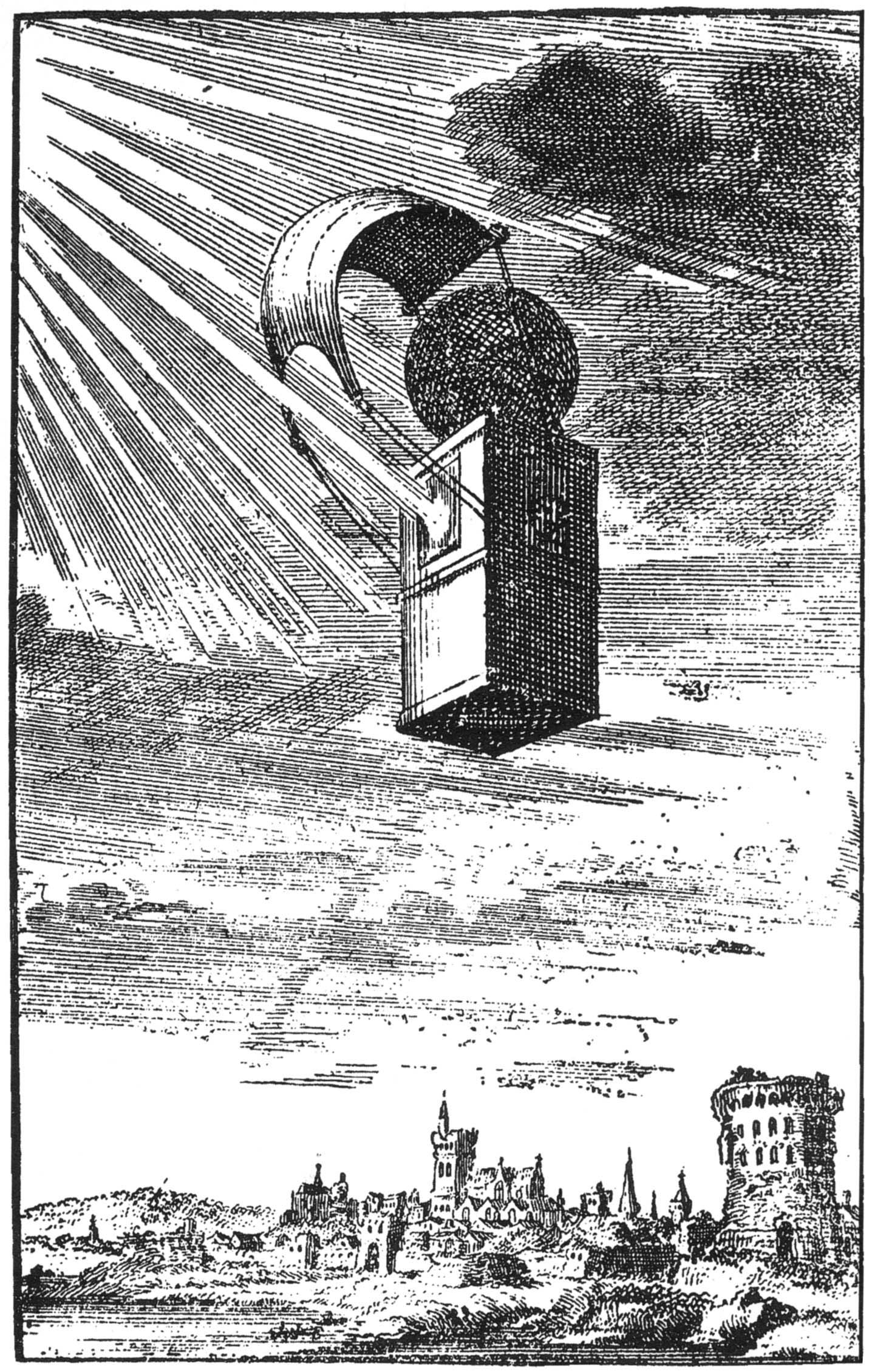
Kupferstich (1662) zu L’histoire comique contenant les états et empires du soleil

### Deutsche Ausgaben
- Mondstaaten und Sonnenreiche. Phantastischer Roman. Übertragen und eingeleitet von Martha Schimper. Bayerische Verlags-Anstalt, München 1913.[3]
  - Neuausgabe: Die Reise zu den Mondstaaten und Sonnenreichen. Aus dem Französischen von Martha Schimper. Heyne, München 1962
    - Neuausgabe hrsg. von Winfried Petri. Heyne, München 1986, ISBN 3-453-31220-1 (Reihe „Bibliothek der Science Fiction Literatur“).

  - Die Reise zum Mond. Aus dem Französischen von Martha Schimper; Nachwort von Falk Peter Weber. Insel, Frankfurt am Main 1994, ISBN 3-458-19125-9 (Insel-Bücherei Nr. 1125).
- Herzstiche. Die Briefe des Cyrano de Bergerac. Herausgegeben und übersetzt von Wolfgang Tschöke. dtv, München 2001, ISBN 3-423-20474-5.
- Die Reise zum Mond und zur Sonne. Herausgegeben und übersetzt von Wolfgang Tschöke. Eichborn, Berlin 2005, ISBN 3-8218-0732-6.

## Literarische Bearbeitungen
- Alexander Kasanzew: Der Nachfahre der Himmelssöhne. Das phantastische Leben des Cyrano de Bergerac. Roman. Verlag Neues Leben, Berlin 1989, ISBN 3-355-00831-1

## Musicals
- 1995: Cyrano de Bergerac – Musik: Marc Schubring, Text: Wolfgang Adenberg
- 2015: Cyrano – Das Musical – Musik: Constantin Stahlberg, Text: Gabi Blonski